# Lazina
Lazina – wieś w Słowenii, w gminie Žužemberk. W 2018 roku liczyła 16 mieszkańców.